# Villa Campari
Villa Campari, conosciuta anche come Casa Alta, è una villa nobiliare del XIX secolo presente a Sesto San Giovanni. 

## Storia
La villa Campari venne costruita nel 1826 dall'illustre famiglia patrizia milanese degli Arese-Lucini. Da subito viene chiamata Casa Alta. Nel 1903 la villa diventa proprietà di Davide e Guido Campari, che stabiliscono qui la loro abitazione, mentre nell'area del parco costruiscono la nuova e moderna fabbrica di liquori.
La Campari compie negli anni ottanta un primo attento e particolareggiato restauro. La villa conserva all'esterno il suo aspetto originario e al suo interno è ancora arredata con mobili, quadri e oggetti già presenti nel 1903, all'atto dell'acquisto, o successivamente aggiunti dalla famiglia Campari.
Nel XXI secolo, la sede storica e l'aria circostante la villa, sono state oggetto di un intervento urbanistico omogeneo a cura dell'architetto Mario Botta e dell'architetto sestese Giancarlo Marzorati. La villa, completamente ristrutturata sia negli esterni che negli interni e negli arredi, è sede di un ristorante e al suo interno sono ospitati eventi e corsi enogastronomici.

## Architettura
L'edificio, originariamente con mattoni a vista, ha uno stile vagamente neoclassico che rimanda alla fine del XVIII secolo. Accanto all'edificio principale venne costruito un sopralzo con alcune colonne in stile romanico. I diversi ambienti interni della villa sono ben distribuiti e comunicanti tra loro; la pavimentazione presenta molti disegni geometrici e colori. Ai lati della villa, verso il parco, i vecchi proprietari collocarono tredici effigi degli imperatori che governarono su Roma e Bisanzio, scolpite su marmo.
Il corpo centrale della villa è su due piani, con due ali poco più basse che formano una corte a "U" chiusa dalla cancellata in ferro battuto. Al centro del corpo centrale sorge una torretta che permetteva di liberare lo sguardo sino alle colline brianzole.